# Molec
Molec (nemško Molzbichl) pri Špitalu na Koroškem, je znan po samostanu, ki je sodeloval pri pokristjanjevanju Slovencev na Gornjem Koroškem.  
V pogodbi Markvarda, sina koroškega vojvode Adalbera Eppensteinskega, s salzburškim nadškofom Gebhardom o reguliranju njegovih cerkva iz okoli 1065–1066, se omenja tudi »Munstiure, quod et Mulzpuhil vocatur«, in že Ernst Klebel je zapisal, da je moral na tej lokaciji nekoč obstajati majhen samostan, najverjetneje karolinškega porekla.  Leta 1985 so izkopavanja okoli cerkve ta predvidevanja tudi dejansko potrdila. Na plano je prišla cerkev nekdanjena samostana, ki ga je moč datirati v čas bavarskega vojvode Tassila III.  Ali je bil on tudi ustanovitelj ni čisto jasno. 
Prvotni zavetnik molzbichelske cerkve ni bil Tiburcij, marveč diakon Nonozij (Nonnosus, Nonnosius), po vsej verjetnosti diakon teurnijske škofije, čigar grob z izvirno dedikacijsko ploščo iz leta 533 je bil nameščen v oltarju molzbichelske cerkve. Do zamenjave je moralo priti najverjetneje v 11.stoletju in sicer prek delitve in zamenjave relikvij s stolnico v Bambergu in nekaterimi drugimi cerkvami na Frankovskem.